# 데이먼 갤것
데이먼 갤것(영어: Damon Galgut, 1963년 11월 12일 ~ )은 남아프리카 공화국의 소설가이다. 2021년 소설 《약속》으로 부커상을 수상하였다.